# Teorema de tradición oral
En teoría de juegos, los teoremas de tradición oral son una clase de teoremas sobre los posibles perfiles de rentabilidad de un equilibrio de Nash en un juego repetido infinitamente ( Friedman 1971 ).
Para un juego repetido infinitamente, cualquier pago de equilibrio de Nash debe dominar débilmente el perfil de pagos minimax una fase alternativa. Esto se debe a que si un jugador logra menos de su recompensa minimax siempre tiene incentivos a desviarse simplemente utilizando su estrategia de minimax en cada etapa del juego. El teorema de tradición oral es un inverso parcial de este: Un perfil de pagos se dice que es factible si se encuentra en la envolvente convexa del conjunto de posibles perfiles de rentabilidad del juego de etapa. Los Teorema de tradición oral dicen que cualquier perfil de pagos factible que domina estrictamente el perfil minimax se puede realizar como un perfil de pagos de equilibrio de Nash, con el factor de descuento suficientemente grande.
Por ejemplo, en el dilema del prisionero, si ambos jugadores cooperan no es un equilibrio de Nash. El único equilibrio de Nash viene dado cuando ambos jugadores delatan, que es también un perfil minimax mutuo. El teorema de tradición dice que, en la versión infinitamente repetida del juego, los jugadores son suficientemente pacientes, hay un equilibrio de Nash de tal manera que ambos jugadores cooperan en la trayectoria de equilibrio.
En matemáticas, el término teorema de tradición oral se refiere generalmente a cualquier teorema que se cree y es discutido, pero no se ha publicado. Con el fin de que el nombre del teorema sea más descriptivo, Roger Myerson ha recomendado la frase teorema de viabilidad general en lugar del teorema de tradición oral para describir este teorema y a los que son de esta clase.

## Boceto de la prueba
La prueba del teorema de tradición oral no perfecto emplea lo que se llama una estrategia gatillo sombría (Rubinstein 1979). Todos los jugadores empiezan jugando la acción prescrita y continúan haciéndolo hasta que alguien se desvía. Si el jugador i se desvía, todos los jugadores pasan a la estrategia que minimice/maximice el pago del jugador i para siempre. Para los jugadores que tienen una a una tasa de descuento elevada, el potencial de ganancia de una etapa de la desviación no será suficiente para cubrir la pérdida de castigo. Así, todos los jugadores se quedan en el camino previsto.
En más detalle, supongamos que la recompensa de un jugador en un juego repetido infinitamente está dada por el criterio de promedio antes de descuentos con factor de descuento 0<δ<1: Si un perfil de estrategia resultados en el camino de historias {ht}, jugador i  recompensa es
{\displaystyle (1-\delta )\sum _{t\geq 0}\delta ^{t}u_{i}(h_{t}),}
donde ui es la utilidad del jugador i en la etapa constituyente juego G. El factor de descuento indica que tan pacientes son los jugadores.
Sea a un perfil de estrategias puras con perfil v de pagos que domina estrictamente el perfil de rentabilidad minimax. Se puede definir un equilibrio de Nash con v como resultado el perfil pago de la siguiente manera:
1. Todos los jugadores empiezan jugando una y siguen desempeñando un si no se produce la desviación.
2. Si cualquier jugador, dijo el jugador i, desviado, toco el perfil de m estrategia que i minimaxes para siempre.
3. No haga caso de desviaciones multilaterales.

Si el jugador i Obtiene ε más que su recompensa minmax cada etapa siguiendo 1, entonces la pérdida potencial por el castigo es
{\displaystyle (1-\delta )\sum _{t\geq 0}\delta ^{t}u_{i}(h_{t}),}
Si δ es cercana a 1, este es mayor que cualquier ganancia de una etapa finito, lo que hace la estrategia de un equilibrio de Nash.
El equilibrio de Nash anterior no tiene que ser perfecto en subjuegos. La amenaza de castigo puede no ser creíble. Bajo el supuesto adicional de que el conjunto de perfiles de rentabilidad factibles está lleno dimensiones y el perfil minmax se encuentra en su interior. El argumento puede ser fortalecida para alcanzar la perfección en subjuegos de la siguiente manera.

## Aplicaciones
Es posible aplicar esta clase de teoremas a un número diverso de campos. Una aplicación en la antropología, por ejemplo, sería que en una comunidad donde todo el comportamiento es bien conocido, y donde los miembros de la comunidad saben que seguirán teniendo que lidiar con los demás, entonces cualquier patrón de comportamiento ( tradiciones, tabúes, etc) puede ser sostenido por las normas sociales, siempre y cuando las personas de la comunidad están en mejor situación que permanece en la comunidad de lo que se retiraría de la comunidad (la condición minimax).
Por otro lado, economista del MIT Franklin Fisher ha señalado que el teorema de tradición oral no es una teoría positiva. Al considerar, por ejemplo, el oligopolio comportamiento, el teorema de tradición oral no le dice el economista lo que las empresas lo harán, sino que el costo y las funciones de demanda no son suficientes para una teoría general del oligopolio, y los economistas deben incluir el contexto en el que operan los oligopolios en su teoría.
En 2007, Borg et al. demostró que, a pesar del teorema de tradición oral, en el caso general, el cálculo del equilibrio de Nash para juegos repetidos no es fácil que el cálculo del equilibrio de Nash de un solo disparo juegos finitos, un problema que se encuentra en el PPAD clase de complejidad.